# دافیره
دافیره شهری در شهرستان تیکاره در استان بام در بورکینافاسوی شمالی است و جمعیت آن ۱۲۵۵ نفر است.